# Grönsinka
Grönsinka är en liten by och en gammal bruksort i Österfärnebo socken i Sandvikens kommun, Gävleborgs län (Gästrikland) intill gränsen mot Avesta kommun i Dalarna.
Grönsinka bruk grundades på 1600-talet, blomstrade runt 1850 och lades ner under slutet av 1800-talet. Vid bruket fanns även Grönsinka herrgård som efter att bruket lades ner fungerade som skola. Herrgården brann ned 1984. Kvarlämningar av byggnader finns dock synliga i området. 
Orten är belägen vid Länsväg X 502 som löper mellan Österfärnebo och Horndal och saknar helt kollektivtrafiksförbindelser. I närheten finns även en rastplats och uppställningsplats för husbilar.